# Schulenburg (Tarnau)
Schulenburg (polnisch Walidrogi) ist ein Ort in der Gemeinde Tarnau im Powiat Opolski der Woiwodschaft Opole in Polen.

## Geographie

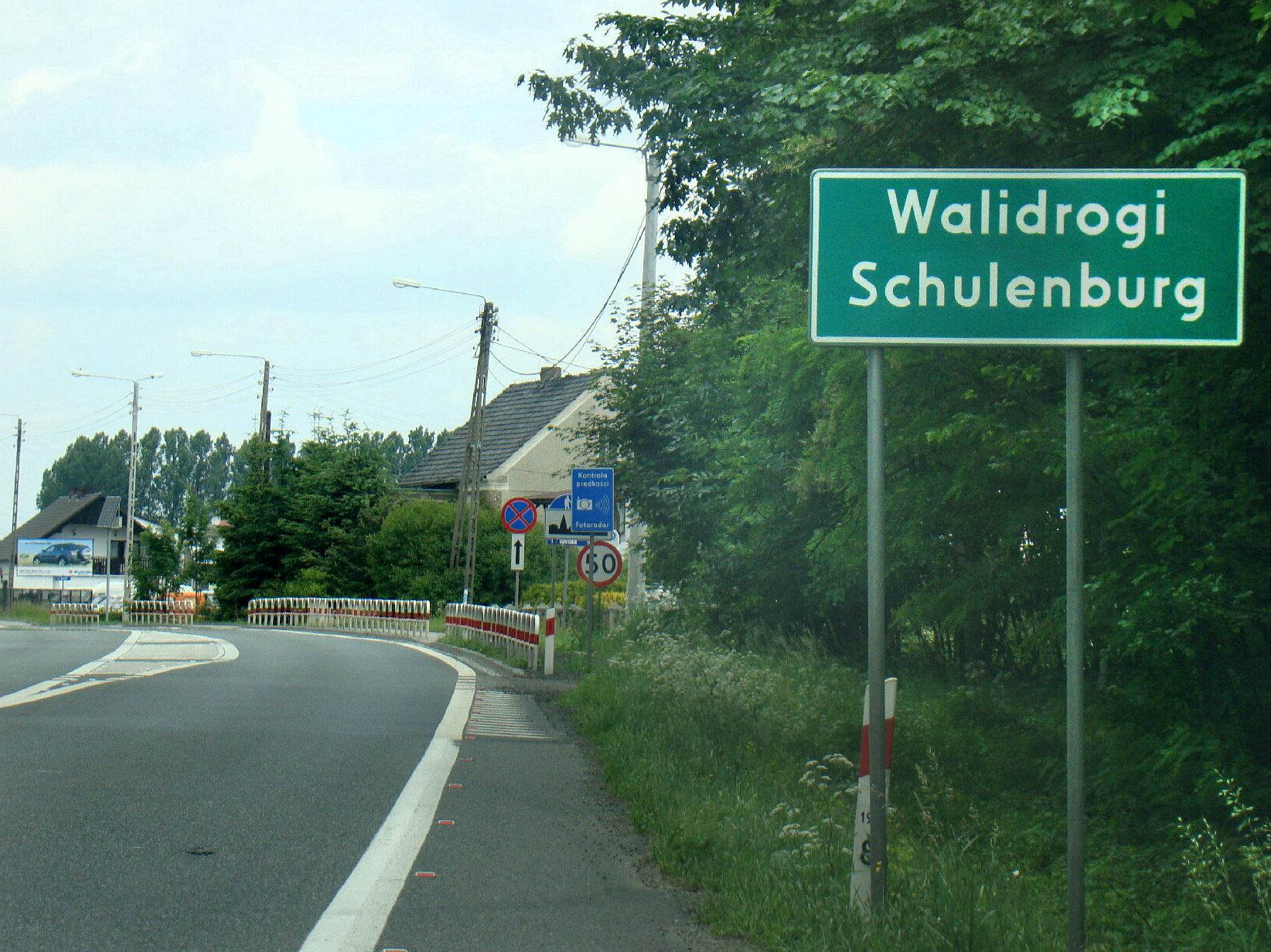
Zweisprachiges Ortsschild

Das Straßendorf Schulenburg liegt vier Kilometer nördlich von Tarnau und 15 Kilometer südöstlich von Opole (Oppeln) in der Nizina Śląska (Schlesischen Tiefebene). Das Dorf ist von einem Waldgebiet umgeben. Lediglich in östlicher Richtung befinden sich Felder. Durch die Ortschaft verläuft die Droga krajowa 94.
Nachbarorte von Schulenburg sind im Nordwesten Fallmirowitz (Falmirowice), im Norden Dombrowitz (Dąbrowice), im Osten Raschau (Raszowa), im Südwesten Nakel (Nakło) und im Süden Tarnau (Tarnów Opolski).

## Geschichte
Die Kolonie Schulenburg wurde im Jahre 1773 im Zuge der Friderizianischen Kolonisation gegründet. Schlesien war bereits nach dem Ersten Schlesischen Krieg 1742 an Preußen gefallen. Namensgeber für die Neusiedlung war der damalige preußische Minister Alexander Friedrich Georg von der Schulenburg. Mit den Arbeiten an den ersten Häusern wurde im Gründungsjahr der Kolonie unter Leitung des Waldbeschauers Burich begonnen. 1774/75 wurden 20 Kolonisten angesiedelt, von denen neun aus dem Herzogtum Jägerndorf, vier aus Böhmen, zwei aus Mähren und einer aus Nürnberg stammten. Die Bauarbeiten an den Scheunen wurden erst im Jahr 1778 beendet.
Nach der Neugliederung der Provinz Schlesien gehörte die Landgemeinde Schulenburg ab 1816 zum Landkreis Oppeln, mit dem sie bis 1945 verbunden blieb. 1861 wurden in Schulenburg 134 katholische, 93 evangelische und sechs jüdische Einwohner gezählt. Die katholische Schule des Ortes wurde 1825 eingerichtet und sowohl von Kindern katholischer als auch evangelischer Konfession besucht 1874 wurde der Amtsbezirk Grudschütz gegründet, dem die Landgemeinden Derschau, Grudschütz, Malino und Schulenburg und der Gutsbezirk Grudschütz eingegliedert wurden. 1885 wurden 221 Einwohner gezählt.
Bei der Volksabstimmung in Oberschlesien am 20. März 1921 stimmten 142 Wahlberechtigte für einen Verbleib bei Deutschland und acht für Polen. Wie der gesamte Stimmkreis Oppeln verblieb Schulenburg beim Deutschen Reich. 1939 hatte Schulenburg 235 Einwohner.
Als Folge des Zweiten Weltkriegs fiel Schulenburg mit dem größten Teil Schlesiens 1945 unter polnische Verwaltung. Nachfolgend wurde es in Walidrogi umbenannt und der Woiwodschaft Schlesien eingegliedert. 1950 wurde es Woiwodschaft Opole angeschlossen. Seit 1999 gehört es zum Powiat Opolski.
Am 15. Februar 2007 wurde in der Gemeinde Deutsch als Zweite Amtssprache eingeführt. Am 14. April 2008 erhielt der Ort den zusätzlichen amtlichen deutschen Ortsnamen Schulenburg.

## Sehenswürdigkeiten
- Evangelische Christophoruskirche (Kościół św. Krzysztofa)
- Denkmal für die Gefallenen des Ersten und des Zweiten Weltkriegs

## Wappen
Vormalige Siegel und Stempel der Kolonie Schulenburg zeigen eine altertümliche Hütte. Es weist somit auf den damaligen forstwirtschaftlich geprägten Charakter des Ortes hin.

## Einwohnerentwicklung
Die Einwohnerzahlen Schulenburgs:
| Jahr | Einwohner |
| ---- | --------- |
| 1784 | 112       |
| 1830 | 167       |
| 1844 | 221       |
| 1855 | 218       |

| Jahr | Einwohner |
| ---- | --------- |
| 1861 | 231       |
| 1900 | 206       |
| 1933 | 217       |
| 1939 | 235       |
| 2009 | 196       |